# Pahamunaya directoris
Pahamunaya directoris är en nattsländeart som beskrevs av Malicky 1995. Pahamunaya directoris ingår i släktet Pahamunaya och familjen fångstnätnattsländor. Inga underarter finns listade i Catalogue of Life.